# جوزی مرلی
جوزی مرلی (ایتالیایی: Giusi Merli؛ ‏ ۲۶ مارس ۱۹۴۳) بازیگر اهل ایتالیا است.
از فیلم‌ها یا برنامه‌های تلویزیونی که وی در آن نقش داشته است، می‌توان به زیبایی بزرگ و تلماسه: بخش دو اشاره کرد.